# Nos Tempos do Imperador
Nos Tempos do Imperador é uma telenovela brasileira produzida e exibida pela TV Globo de 9 de agosto de 2021 a 4 de fevereiro de 2022, em 154 capítulos, com o último capítulo reexibido no dia subsequente, 5 de fevereiro. Substituindo a reprise de A Vida da Gente (2011–12) e sendo substituída pela inédita Além da Ilusão. Originalmente, a novela estrearia em 30 de março de 2020, substituindo Éramos Seis, porém foi adiada devido aos impactos da pandemia de COVID-19. Foi a 95.ª "novela das seis" transmitida pela emissora.
É a continuação da telenovela Novo Mundo, onde o foco era na chegada da princesa Austríaca Leopoldina ao Brasil, em 1817, seu casamento com Dom Pedro e o primeiro reinado, na nova produção houve um salto no tempo de mais ou menos trinta anos, com o filho do casal, Dom Pedro ll, no segundo reinado. Teve a autoria de Thereza Falcão e Alessandro Marson, com colaboração de Júlio Fischer, Duba Elia, Lalo Homrich, Mônica Sanches e Wendell Bendelack, tem direção de Alexandre Macedo, Caio Campos, Guto Arruda Botelho, Joana Antonaccio e Pablo Müller, direção geral de João Paulo Jabur e direção artística de Vinícius Coimbra.
Conta com as atuações de Selton Mello, Mariana Ximenes, Letícia Sabatella, Gabriela Medvedovski, Michel Gomes, Heslaine Vieira, Daphne Bozaski e Alexandre Nero.
Em 2022 foi indicada ao Emmy internacional na categoria Melhor Novela.

## Enredo
Em 1856, Dom Pedro II e Teresa Cristina vivem uma relação harmoniosa, apesar do imperador não ser apaixonado pela esposa. O casal teve quatro filhos: Isabel e Leopoldina, além de Afonso Pedro e Pedro Afonso, estes dois falecidos ainda na primeira infância. Tudo muda com a chegada de Luísa, a Condessa de Barral, contratada para ser a preceptora das princesas. Dom Pedro se encanta pela aristocrata e ambos passam a ter um caso extraconjugal. O maior rival de Pedro é Tonico, um fazendeiro baiano mau-caráter e sem escrúpulos que ascendeu à vida política e planeja fazer o povo se voltar contra o imperador, para aplicar um golpe da república usando um jornal periódico que ele mesmo comprou.
Paralelamente há as irmãs Pilar e Dolores: a primeira foi para um convento após a morte da mãe e cresceu com uma fina educação e o sonho de se tornar a primeira médica brasileira, enquanto a segunda ficou em casa para cuidar do pai, o coronel Eudoro, crescendo reprimida, analfabeta e sem vaidade. Ao descobrir que foi prometida em casamento para Tonico, Pilar foge para a capital e se apaixona pelo escravo foragido Samuel, contando com a ajuda de Luisa para manter a identidade a salvo. Quem também gosta de Samuel é Zayla, moça ardilosa que faz de tudo para prejudicar a rival. Com a fuga, Dolores é dada em casamento para Tonico no lugar de Pilar, sofrendo diversos maus-tratos dele, que não desiste de perseguir obsessivamente a antiga prometida. No meio disto, Dolores descobre o amor com Nélio, braço-direito do político.
Ainda há os cafeicultores Lota e Batista, pais de Nélio, que sonham em subir na vida e se tornaram barões, e os pais de Zayla, Cândida e Olu, fundadores do bairro Pequena África, que acolhe negros alforriados para dar-lhes a oportunidade de emprego. Já Quinzinho transformou a Taberna dos Portos em um cassino, e após ser abandonado pela mulher, com os filhos, passa a ser sustentado pela irmã de criação, a arqueóloga Vitória Millman.

## Elenco
| Intérprete             | Personagem                                                       |
| ---------------------- | ---------------------------------------------------------------- |
| Selton Mello           | Dom Pedro II, Imperador do Brasil                                |
| Mariana Ximenes        | Luísa Margarida de Barros Portugal, Condessa de Barral           |
| Letícia Sabatella      | Teresa Cristina de Bourbon-Duas Sicílias, Imperatriz do Brasil   |
| Gabriela Medvedovski   | Maria do Pilar Cavalcanti Mendes (Pilar)                         |
| Michel Gomes           | Jorge da Silva Rocha / Samuel dos Anjos                          |
| Heslaine Vieira        | Zayla Ephan Maquemba                                             |
| Alexandre Nero         | Antônio Carlos da Rocha (Tônico Rocha)                           |
| Daphne Bozaski         | Maria Dolores Cavalcanti Mendes (Dolores)                        |
| João Pedro Zappa       | Cornélio Pindaíba (Nélio)                                        |
| Bruna Griphao          | Leopoldina de Bragança, Princesa do Brasil                       |
| Giulia Gayoso          | Isabel de Bragança, Princesa Imperial do Brasil                  |
| José Dumont            | Coronel Eudoro Cavalcanti Mendes                                 |
| Ernani Moraes          | João Batista Pindaíba (Batista) / Barão de Fervedouro            |
| Paula Cohen            | Carlota Maria de Araújo Pindaíba (Lota) / Baronesa de Fervedouro |
| Roberta Rodrigues      | Lupita de Jesus Batista Pindaíba                                 |
| Roberto Birindelli     | Francisco Solano López, 2º Presidente do Paraguai                |
| Daniel Torres          | Gastão de Orléans, Conde d’Eu                                    |
| Gil Coelho             | Luís Augusto, Duque de Saxe-Coburgo-Gota                         |
| Maicon Rodrigues       | Guebo Nilaja                                                     |
| Mary Sheila            | Abena Nijala                                                     |
| Alan Rocha             | Balthazar Nijala                                                 |
| Maria Clara Gueiros    | Vitória Milmann Martinho                                         |
| Augusto Madeira        | Joaquim Matamouros Martinho Filho (Quinzinho)                    |
| Dani Barros            | Clemência Matamouros Martinho                                    |
| Dani Ornellas          | Cândida Ephan Maquemba (Mãe Cândida)                             |
| Rogério Brito          | Dom Olu Ephan Maquemba                                           |
| Cinnara Leal           | Justina dos Santos                                               |
| Jackson Antunes        | Luís Alves de Lima e Silva, Duque de Caxias                      |
| Déo Garcez             | Luís Gama                                                        |
| Bel Kutner             | Celestina Sorrento / Baronesa de Urú                             |
| Lu Grimaldi            | Lourdes / Baronesa de Seropédica                                 |
| Danilo Dal Farra       | Delegado Borges                                                  |
| Gabriel Fuentes        | Bernardo Pindaíba (Bernardinho)                                  |
| Cassio Pandolfi        | Mordomo Nicolau                                                  |
| Blaise Musipere        | Jamil                                                            |
| Raffaele Casuccio      | Nino Sorrento                                                    |
| Lorena da Silva        | Madame Lambert                                                   |
| Flávia Guedes          | Madre Zoé                                                        |
| Theo de Almeida        | Hilário Matamouros Martinho                                      |
| Maria Carolina Basilio | Prisca Matamouros Martinho                                       |

### Participações especiais
| Intérprete            | Personagem                                           |
| --------------------- | ---------------------------------------------------- |
| Vivianne Pasmanter    | Germana Ferreira                                     |
| Guilherme Piva        | Licurgo Ferreira                                     |
| Ingrid Guimarães      | Elvira Matamouros                                    |
| Ingrid Guimarães      | Alzira Matadouros                                    |
| Roberto Bonfim        | Coronel Ambrósio Rocha                               |
| Thierry Tremouroux    | Eugênio de Barral, Conde de Barral                   |
| Guilherme Cabral      | Dominique de Barros Portugal                         |
| Catarina Medeiros     | Mercedes Cavalcanti Mendes                           |
| Charles Fricks        | Irineu Evangelista de Sousa, Barão de Mauá           |
| Letícia Colin         | Leopoldina de Habsburgo-Lorena, Imperatriz do Brasil |
| Caio Castro           | Imperador Dom Pedro I do Brasil                      |
| Mouhamed Harfouch     | Diego Valente                                        |
| Bruno Garcia          | Elano Barreto                                        |
| Alexandre Zacchia     | Salustiano Romão                                     |
| Raymundo de Souza     | Reitor Serafim Cabral                                |
| Carlos Bonow          | Alberto Gomes de Sá                                  |
| Gabriel Falcão        | Pierre Philippe Jean Marie, Príncipe de Orléans      |
| Helga Nemeczyk        | Giuseppina Sant'Angelo                               |
| Lana Rhodes           | Elisa Lynch                                          |
| Marcelo Valle         | General Cristiano Dumas                              |
| Guilherme Weber       | William Dougal Christie                              |
| Charles Paraventi     | Eustáquio                                            |
| Alexandre Barillari   | Prudêncio                                            |
| Júlio Levy            | Bartolomé Mitre, 4° Presidente da Argentina          |
| Bruce Gomlevsky       | Dr. Virgílio Neves                                   |
| Lucci Ferreira        | Coronel Floriano                                     |
| Cyria Coentro         | Ana Néri                                             |
| Osvaldo Mil           | Coronel Matoso Paraguaçu                             |
| Edmilson Barros       | Promotor Osório Nogueira                             |
| Tony Correia          | Pompeu Ramalho                                       |
| Matheus Costa         | Mathias                                              |
| Valéria Alencar       | Jacira                                               |
| Clovys Torres         | Piatã Millman                                        |
| Rodrigo Simas         | Piatã Millman (jovem)                                |
| Renan Monteiro        | Machado de Assis                                     |
| Rafael Delgado        | Joaquim Nabuco                                       |
| Mário Cardona Jr.     | Marc Ferrez                                          |
| Fernanda Gabriela     | Maria Isabel de Alcântara, Condessa de Iguaçu        |
| Marcelo Argenta       | Manuel Marques de Sousa, Barão de Porto Alegre       |
| Gillray Coutinho      | Deodoro da Fonseca                                   |
| Alcemar Vieira        | José de Alencar                                      |
| Bruna Chiaradia       | Mariquinha Guedes                                    |
| Carolina Ferman       | Jerusa                                               |
| Gustavo Gasparani     | Louzada                                              |
| Juliane Cruz          | Naiza                                                |
| Pedro Osório          | Teixeira                                             |
| Saulo Rodrigues       | Dr. Homrich                                          |
| Thadeu Matos          | Dr. Justiniano Néri                                  |
| Beto Vandesteen       | Senador Edney Sampaio                                |
| Pedro Henrique Müller | Lúcio                                                |
| Ana Miranda           | Rosa                                                 |
| Luciano Pullig        | Pacheco                                              |
| Alice Morena          | Joana                                                |
| Elizia Gomes          | Avelina                                              |
| Jeferson Souza        | Cariri                                               |
| Marco Marcondes       | Horácio Aioli                                        |
| Marcelinton Lima      | Cristóvão                                            |
| Mário Hermeto         | Diretor Petrônio Gonçalves                           |
| Eli Ferreira          | Berenice                                             |
| Sergio Loureiro       | Nico                                                 |
| Alexandre Mofati      | Delegado Aragão                                      |
| Pietro Barana         | Fiore                                                |
| Chico Abreu           | Gervásio                                             |
| Fernanda Ribeiro      | Dandara                                              |
| Patrícia Selonk       | Irmã Clarice                                         |
| Antonio Pina          | Juvenal                                              |
| Thaísa Violante       | Eva                                                  |
| Natállia Lorran       | Ayana                                                |
| Renato Macedo         | Victor Meirelles                                     |
| Nayara Fernandes      | Francine                                             |
| Leandro Santanna      | Realejo                                              |
| Ana Barroso           | Adelaide                                             |
| Paulo Giardini        | Padre Manoel                                         |
| Aramis Trindade       | Tabelião Nonato                                      |
| Joice Marinho         | Alberica                                             |
| Laís Nascimento       | Nonarica                                             |
| Cristiano Sauma       | Emanuel                                              |
| Bruno Helal           | Isaías                                               |
| Amaury Lorenzo        | Faustino                                             |
| Ariane Souza          | Minervina                                            |
| Carlos Rosário        | Simão                                                |
| Junior Vieira         | Sinésio                                              |
| João Campany          | Demétrio                                             |
| Veto Martins          | Custódio                                             |
| Adriano Petermann     | Cerqueira Sobrinho                                   |
| Ângela Rabelo         | Madame Magaly                                        |
| Bia Guedes            | Lurdes (jovem)                                       |
| Gabriel Vidal         | Dom Pedro II (5 anos)                                |
| João William Garcia   | Dom Pedro II (Criança na briga com Tonico)           |
| Enzo Diniz            | Tonico (criança)                                     |
| Alana Cabral          | Zayla (criança)                                      |
| Julia Freitas         | Dolores (criança)                                    |
| Any Maia              | Isabel (criança)                                     |
| Melissa Nóbrega       | Leopoldina (criança)                                 |
| João Victor Menezes   | Guebo (criança)                                      |
| Thor Becker           | Dominique (criança)                                  |

## Produção

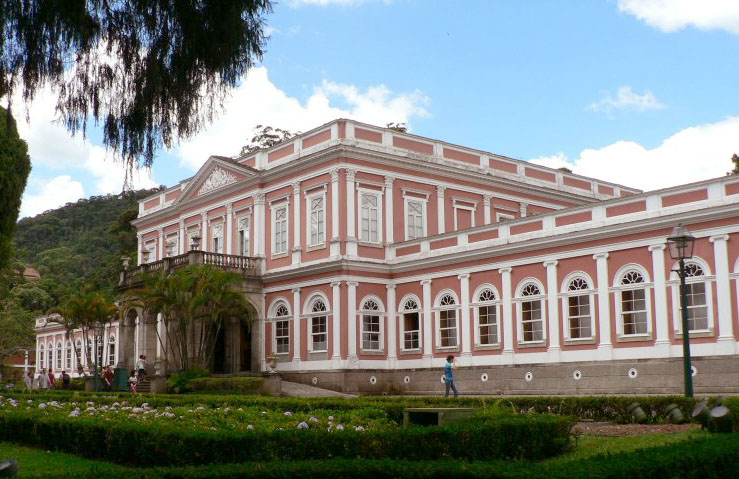
O Palácio Imperial de Dom Pedro II em Petrópolis, utilizado como cenário para as gravações iniciais da novela.

Thereza Falcão e Alessandro Marson começaram a desenvolver a sinopse em setembro de 2017, quando ainda estavam finalizando Novo Mundo. Em dezembro foi revelado que a nova novela seria uma continuação da trama anterior e que continuaria centralizada no Brasil Império porém se passando 40 anos depois do encerramento de Novo Mundo, abordando o período em que Dom Pedro II estava na chefia de estado do Brasil como Imperador. A sinopse foi entregue e aprovada em maio de 2018 e substituiria originalmente Órfãos da Terra em setembro de 2019, o que acabou não ocorrendo após ser adiada.
As gravações começaram em janeiro de 2020, utilizando como cenários a Chapada Diamantina, na Bahia, e cidades do interior fluminense Barra do Piraí, Rio das Flores e Petrópolis – conhecida como "Cidade de Dom Pedro II" exatamente por ser uma das cidades onde o imperador tinha residência – incluindo o antigo Palácio Imperial. A cidade cenográfica foi idealizada pelos cenógrafos Paula Salles Paulo Renato e construída em uma área de 8,2 mil metros quadrados, reproduzindo locais do Rio de Janeiro como o Cais do Valongo, a Rua do Ouvidor, o Passeio Público e o antigo bairro da Pequena África, governado por Dom Olú Maquemba, inspirado em Dom Obá II, além do interior do palácio e das casas  . A maior parte foi reaproveitada do cenário de Novo Mundo. Algumas imagens e gravações foram feitas, com a ajuda do ator Max Fercondini, a partir de uma aeronave de pequeno porte usada exclusivamente pela produção da trama.
Entre os temas históricos escolhidos para abordar na nova trama, foram selecionados a luta abolicionista, os primeiros atos dos direitos da mulher e as causas que levaram a Guerra do Paraguai.

### Escolha do elenco
Emilio Dantas foi o primeiro nome confirmado como o protagonista Dom Pedro II, porém foi trocado por Selton Mello, que aceitou o convite para integrar a trama – já que a emissora tentava convence-lo a voltar às novelas há duas décadas – sendo que Emílio foi realocado para o papel central da série Todas as Mulheres do Mundo. Apesar de ter alegado que jamais voltaria às novelas e ter focado a carreira no cinema, Selton decidiu aceitar o convite por se interessar pela temática imperial, sendo esta sua primeira novela em vinte e um anos, desde Força de um Desejo (1999). Andreia Horta interpretaria a imperatriz Teresa Cristina e chegou a dar detalhes sobre a personagem, porém, com o primeiro adiamento da novela em 2019, a atriz decidiu aceitar o convite para protagonizar a novela Um Lugar ao Sol – o qual também foi adiada – e foi substituída por Renata Gaspar. Renata, no entanto, foi considerada muito inexperiente na área do drama após as primeiras leituras do roteiro e transferida para o humorístico Fora de Hora, enquanto o papel passou para Letícia Sabatella.
A ideia inicial era de que Nathalia Dill e Bruno Cabrerizo interpretassem a protagonista Luísa e seu marido Eugênio, porém com o primeiro adiamento em 2019 ambos foram deslocados para outros trabalhos — ela para A Dona do Pedaço e ele para Órfãos da Terra — e os personagens foram assumidos por Mariana Ximenes e Thierry Tremouroux, respectivamente. Matheus Nachtergaele interpretaria Tonico, porém abriu mão para focar na série Cine Holliúdy. Na sequência, Lúcio Mauro Filho foi convidado, mas preferiu o personagem de Bom Sucesso e Alexandre Nero ficou com o papel. Leopoldo Pacheco foi convidado para interpretar Coronel Eudoro, porém preferiu o papel em Salve-se Quem Puder e José Dumont foi escalado. Gabriela Medvedovski, Daphne Bozaski e Heslaine Vieira foram escaladas para papéis de destaque na trama após a boa repercussão de seus trabalhos em Malhação: Viva a Diferença.
Devido à pandemia, Vera Holtz e Luís Melo, que já haviam gravado diversas cenas como Lota e Batista, pediram para deixar o elenco temendo contágio por COVID, sendo substituídos por Paula Cohen e Ernani Moraes. O ator luso-angolano Hoji Fortuna interpretaria Dom Olu, mas foi substituído por Rogério Brito. Susana Ribeiro faria uma participação como Ana Néri, mas foi substituída por Cyria Coentro.

### Retorno de personagens deNovo Mundo
Como Nos Tempos do Imperador é uma sequência de Novo Mundo, os autores aproveitaram para incorporar cinco personagens da trama anterior. Quinzinho e Vitória, que eram os bebês filhos do casal protagonista na primeira trama, passam a ser interpretados por Augusto Madeira e Maria Clara Gueiros, enquanto Lurdes, a governanta do palácio, que era interpretada por Bia Guedes, retorna agora aos 60 anos sendo interpretada por Lu Grimaldi. Já Vivianne Pasmanter e Guilherme Piva, destaques cômicos da primeira parte retornam com seus personagens originais, porém, agora com 80 anos. Para que isso acontecesse, os dois receberam uma caracterização especial. A Princesa Maria Leopoldina e seu marido Dom Pedro I, nas interpretações de Letícia Colin e Caio Castro, também apareceram em cenas de flashback. O casal de indígenas Jacira e Piatã, vividos por Giullia Buscacio e Rodrigo Simas, fizeram uma participação especial, agora com interpretação de Valéria Alencar e Clovys Torres. Ingrid Guimarães gravou uma participação especial como Elvira Matamouros, personagem que fez sucesso em Novo Mundo.

### Pandemia de COVID-19, interrupções e retomadas das gravações
Em 16 de março de 2020 as gravações da novela foram suspensas e a estreia adiada, devido à pandemia de COVID-19. Em substituição no horário, após o término de Éramos Seis, foi exibida de 30 de março a 28 de agosto a edição especial de Novo Mundo. A reapresentação serviria de "ponto de partida" para a próxima novela das 18h, mas a ideia não foi levada adiante devido ao movimento de retomada das gravações das novelas interrompidas, uma vez que a Globo deu prioridade na volta das gravações de Amor de Mãe e Salve-se Quem Puder (que estavam no ar antes da suspensão). Por conta disso, Flor do Caribe foi escolhida como nova edição especial e passou a ser reapresentada a partir de 31 de agosto.
Em 24 de novembro, Nos Tempos do Imperador teve suas gravações retomadas, sendo a última novela da Globo a retornar a sua produção devido à complexidade da trama de época aliada às medidas sanitárias adotadas pela emissora. Apenas os atores que não pertencem ao grupo de risco retornaram aos estúdios. Apesar da retomada, a trama tinha pouca frente de capítulos prontos e o ritmo de gravação passou a ser mais lento. Temendo que o agravamento da pandemia de COVID-19 pudesse interromper novamente os trabalhos com a novela em exibição, optou-se por escalar uma nova reprise na faixa das seis, sendo escolhida A Vida da Gente (2011-12), que reestreou em 1.º de março de 2021.
Em 23 de março, as gravações são novamente interrompidas por conta do agravamento da pandemia e por força do decreto municipal da Prefeitura do Rio de Janeiro. Inicialmente, o retorno das gravações aconteceria no dia 4 de abril, mas as gravações só foram reiniciadas no dia 19, com novos protocolos de segurança. Em 30 de junho, a TV Globo confirmou a estreia da trama para 9 de agosto. Em outubro de 2021, as gravações da novela foram concluídas, com o último capítulo indo ao ar em fevereiro de 2022.

## Exibição
Inicialmente Nos Tempos do Imperador estrearia em setembro de 2019, substituindo Órfãos da Terra. Em janeiro daquele ano, no entanto, foi anunciado que a produção havia trocado de lugar com Éramos Seis, que seria sua substituta, e transferida para o primeiro semestre de 2020, uma vez que a produção enfrentou dificuldades para adequar na trama os fatos históricos. Posteriormente a data de estreia foi anunciada para 30 de março de 2020 e o trailer foi liberado em 27 de fevereiro. No entanto, o lançamento foi cancelado devido aos impactos da pandemia de COVID-19 no Brasil e, posteriormente, adiado para 9 de agosto de 2021.
Em 27 de janeiro de 2022 a novela não foi exibida devido à transmissão de um jogo das Eliminatórias da Copa do Mundo, Brasil x Equador. Assim, a novela que teria 155 capítulos, fechou com 154.

### Exibição internacional
Nos Tempos do Imperador estava confirmada para exibição em Portugal a partir de abril de 2020, substituindo Éramos Seis tal qual a sua exibição no Brasil. O impacto da pandemia do coronavírus provocou as mesmas mudanças, com a edição especial de Novo Mundo entrando na faixa das 18h. No entanto, sem a estreia de Nos Tempos do Imperador, o canal escalou Paraíso (2009) como substituta.

## Música

### Oficial
A trilha sonora oficial de Nos Tempos do Imperador foi lançada no serviço de streaming Apple Music e em CD à venda nos websites da Amazon e Kanto do Artista.
| N.º | Título                       | Letras                                     | Música                        | Tema                        | Duração |  |
| 1.  | "Cais"                       | Milton Nascimento, Ronaldo Bastos          | Milton Nascimento             | abertura                    | 2:16    |  |
| 2.  | "Sabiá"                      | Antônio Carlos Jobim, Chico Buarque        | Elis Regina                   | Pedro II e Luísa            | 4:14    |  |
| 3.  | "Eu Sei Que Vou Te Amar"     | Antônio Carlos Jobim, Vinícius de Moraes   | Antônio Carlos Jobim          | Pilar e Samuel/Jorge        | 1:50    |  |
| 4.  | "Era Pra Ser"                | Adriana Calcanhotto                        | Adriana Calcanhotto           | Dolores e Nélio             | 3:15    |  |
| 5.  | "Cross Roads Blues"          |                                            | Jake Matson                   | Tonico                      | 2:53    |  |
| 6.  | "Odekomorode (Orixá Oxóssi)" | Iuri Passos, Luciana Baraúna, Yomar Asogbá | Alcione e Grupo Ofá           | Pequena África e Guerreiros | 5:23    |  |
| 7.  | "Pedro Segundo"              | instrumental                               | Sacha Amback e Rafael Langoni | Pedro II                    | 3:20    |  |
| 8.  | "Thereza Cristina"           | instrumental                               | Sacha Amback e Rafael Langoni | Teresa Cristina             | 2:50    |  |
| 9.  | "Brasil Imperial"            | instrumental                               | Sacha Amback e Rafael Langoni |                             | 2:58    |  |
| 10. | "Jorge"                      | instrumental                               | Sacha Amback e Rafael Langoni | Jorge                       | 1:24    |  |
| 11. | "Real Majestade"             | instrumental                               | Sacha Amback e Rafael Langoni |                             | 2:23    |  |
| 12. | "O Coração de Pedro"         | instrumental                               | Sacha Amback e Rafael Langoni |                             | 2:40    |  |
| 13. | "Valsa da Imperatriz"        | instrumental                               | Sacha Amback e Rafael Langoni |                             | 3:14    |  |
| 14. | "Morrendo de Amor"           | instrumental                               | Sacha Amback e Rafael Langoni |                             | 4:46    |  |

### Original
A trilha sonora incidental original da novela, composta por Sacha Amback e Rafael Langoni, foi lançada no Apple Music.
| N.º | Título                  | Música                           | Tema            | Duração |  |
| 1.  | "Pedro Segundo"         | Amback e Langoni                 | Pedro II        | 3:20    |  |
| 2.  | "Thereza Cristina"      | Amback e Langoni                 | Teresa Cristina | 2:49    |  |
| 3.  | "Brasil Imperial"       | Amback e Langoni                 | Brasil Imperial | 2:58    |  |
| 4.  | "Jorge"                 | Amback e Langoni                 | Jorge           | 1:24    |  |
| 5.  | "Real Majestade"        | Amback e Langoni                 |                 | 2:23    |  |
| 6.  | "O Coração de Pedro"    | Amback e Langoni                 |                 | 2:40    |  |
| 7.  | "Valsa da Imperatriz"   | Amback e Langoni                 |                 | 3:14    |  |
| 8.  | "Morrendo de Amor"      | Amback e Langoni                 |                 | 4:46    |  |
| 9.  | "Doces Lábios"          | Karina Zeviani, Amback e Langoni |                 | 1:24    |  |
| 10. | "Pequena África"        | Amback e Langoni                 |                 | 2:49    |  |
| 11. | "Fonte do Amor"         | Amback e Langoni                 |                 | 2:47    |  |
| 12. | "Condessa Piano"        | Amback e Langoni                 |                 | 2:29    |  |
| 13. | "Amor Solitário"        | Amback e Langoni                 |                 | 3:53    |  |
| 14. | "A Família Imperial"    | Amback e Langoni                 |                 | 2:09    |  |
| 15. | "A Terra Anno 856"      | Amback e Langoni                 |                 | 2:20    |  |
| 16. | "Borges"                | Amback e Langoni                 |                 | 1:41    |  |
| 17. | "Quinzinho e Clemência" | Amback e Langoni                 |                 | 1:20    |  |
| 18. | "Princesa Isabel"       | Amback e Langoni                 |                 | 3:09    |  |
| 19. | "Infantes"              | Amback e Langoni                 |                 | 1:40    |  |
| 20. | "Pedro E Thereza"       | Amback e Langoni                 |                 | 2:27    |  |

Outras canções
- "Amor", Ney Matogrosso e Nação Zumbi
- "Carcará", Chico Buarque (tema de Tonico)
- "A Valsa", Maria Gadú e Marco Rodrigues
- "Embala Eu", Clara Nunes e Clementina de Jesus (tema dos Malês)
- "Just in Time", Frank Sinatra
- "Madame Bovary", Estação 77
- "Moreninha, Se Eu Te Pedisse", Roberto Corrêa
- "Não", Tim Bernardes
- "O Canto de Oxum", Toquinho e Vinícius de Moraes
- "O Fado da Procura", Ana Moura
- "Só Uma Vez", ABQNE e Augusto Licks
- "Tudo o Que Você Podia Ser", Milton Nascimento (tema de Guebo)

## Recepção

### Audiência
Estreou com média de 19,1 pontos, com picos de 21,7 em São Paulo, sendo a pior estreia de uma novela das seis desde Meu Pedacinho de Chão (2014). Em seu terceiro capítulo teve um relativo crescimento e anotou 22,4 pontos. A partir da segunda semana, no entanto, a novela teve uma queda gradativa na audiência, chegando a registrar apenas 14 pontos em 25 de agosto, números que só haviam sido registrados antes por Espelho da Vida (2018). Em 7 de setembro de 2021, feriado da Independência do Brasil, anotou 12,9 pontos.
O capítulo de 27 de novembro registrou recorde negativo de 9,3 pontos com pico de 10,1, sendo a pior média da história da faixa, além de estar na vice-liderança durante toda a sua exibição, ultrapassada pela Final da Copa Libertadores da América de 2021 no SBT, que obteve 27,3. A média é a menor desde 18 de abril de 1984, quando Amor com Amor Se Paga anotou 4 pontos em razão do blecaute de energia elétrica em São Paulo.
O último capítulo registrou 17,6 pontos, sendo classificado como um dos piores desfechos da faixa desde seu início, em 1971. A novela fechou com a média geral de 16,9 pontos, a menor da história do horário das seis, superando os 17,5 de Boogie Oogie (2014). Tal marca negativa seria superada pela novela Elas por Elas (2023), que fechou com 15,3 pontos e foi adaptada pelos mesmos autores de Nos Tempos do Imperador.

### Críticas e controvérsias
A trama teve boa aceitação nas redes sociais, apesar do contexto histórico e o andamento das cenas ter dividido opiniões durante a estreia e nas chamadas. Os atores Selton Mello, Mariana Ximenes, Alexandre Nero, Letícia Sabatella, Gabriela Medvedovski e Michel Gomes foram citados e elogiados pelos críticos.
Racismo no texto e nos bastidores
Nos capítulos seguintes, telespectadores passaram a criticar o ritmo lento da trama com a falta de acontecimentos e as controvérsias envolvendo a história do Brasil, principalmente sobre a abordagem dos personagens Dom Pedro II e Princesa Isabel. Por conta disso, em 17 de setembro de 2021, ocorreram as regravações das cenas de Isabel e em seguida foi aberto um grupo de discussão com os telespectadores, objetivando elevar a baixa audiência da novela. A obra também foi acusada de racismo por conta de um diálogo entre Pilar e Samuel em relação à Pequena África. Outra acusação de racismo veio do próprio elenco da novela ao enviar uma denúncia para o compliance da Globo alegando diferenças de tratamento com relação aos outros colegas de trabalho. Junto a notícia da denúncia, usuários das redes sociais resgataram postagens das atrizes Dani Ornellas e Roberta Rodrigues cutucando a direção da novela, no caso da segunda, a mesma negou que teria sido afastada antes do desfecho da trama por ter testado positivo para a COVID-19.
No dia 24 de fevereiro de 2022, em uma publicação do site Notícias da TV, é revelado que a atriz Mariana Ximenes chegou a fazer uma denúncia ao diretor de Produção e Entretenimento Ricardo Waddington, alegando ser a primeira pessoa a perceber o caso de racismo nos bastidores da novela, vindo do diretor Vinícius Coimbra, que inclusive foi afastado da Globo com as denúncias, mas nada foi feito. Com a repercussão do caso, dez atores da novela, incluindo a própria Mariana foram convocados pelo compilance da emissora para prestar seus depoimentos. As investigações tem duração de 120 dias. Em outra parte da denúncia, é relatado que o elenco negro foi obrigado a gravar no período de pico da pandemia de COVID-19 em 2021, enquanto que o elenco de alto escalão foi afastado.
Em 19 de março de 2025, a TV Globo é condenada a pagar R$500 mil à atriz Roberta Rodrigues após ser reconhecida pelo Tribunal Regional do Trabalho da 1ª Região a denúncia de assédio moral e racismo institucional durante o período de gravações da novela.

### Prêmios e indicações
| Ano  | Prêmio                   | Categoria                                | Nomeação                           | Resultado | Ref.            |
| ---- | ------------------------ | ---------------------------------------- | ---------------------------------- | --------- | --------------- |
| 2021 | Prêmio F5                | Melhor Novela                            | Thereza Falcão e Alessandro Marson | Indicados | [ 179 ] [ 180 ] |
| 2021 | Prêmio F5                | Melhor Atriz de Novela                   | Mariana Ximenes                    | Indicada  | [ 179 ] [ 180 ] |
| 2021 | Prêmio F5                | Melhor Ator de Novela                    | Michel Gomes                       | Indicado  | [ 179 ] [ 180 ] |
| 2021 | Prêmio F5                | Melhor Ator de Novela                    | Selton Mello                       | Venceu    | [ 179 ] [ 180 ] |
| 2021 | Melhores do Ano          | Melhor Novela                            | Thereza Falcão e Alessandro Marson | Indicados | [ 181 ]         |
| 2021 | Melhores do Ano          | Melhor Ator de Novela                    | Selton Mello                       | Indicado  | [ 181 ]         |
| 2021 | Prêmio Contigo! Online   | Melhor Novela                            | Thereza Falcão e Alessandro Marson | Indicados | [ 182 ] [ 183 ] |
| 2021 | Prêmio Contigo! Online   | Melhor Atriz de Novela                   | Mariana Ximenes                    | Indicada  | [ 182 ] [ 183 ] |
| 2021 | Prêmio Contigo! Online   | Melhor Ator de Novela                    | Selton Mello                       | Indicado  | [ 182 ] [ 183 ] |
| 2021 | Prêmio Contigo! Online   | Melhor Atriz Coadjuvante de Novela/Série | Gabriela Medvedovski               | Indicada  | [ 182 ] [ 183 ] |
| 2021 | Prêmio Contigo! Online   | Melhor Atriz Mirim                       | Julia Freitas                      | Indicada  | [ 182 ] [ 183 ] |
| 2021 | Prêmio Contigo! Online   | Melhor Atriz Mirim                       | Melissa Nóbrega                    | Indicada  | [ 182 ] [ 183 ] |
| 2021 | Prêmio Contigo! Online   | Melhor Ator Mirim                        | João Victor Menezes                | Indicado  | [ 182 ] [ 183 ] |
| 2021 | Prêmio Contigo! Online   | Melhor Ator Mirim                        | Thor Becker                        | Indicado  | [ 182 ] [ 183 ] |
| 2021 | Prêmio Contigo! Online   | Revelação da TV                          | Michel Gomes                       | Indicado  | [ 182 ] [ 183 ] |
| 2021 | Prêmio Contigo! Online   | Revelação da TV                          | João Pedro Zappa                   | Indicado  | [ 182 ] [ 183 ] |
| 2021 | Prêmio APCA de Televisão | Melhor Novela                            | Thereza Falcão e Alessandro Marson | Venceu    | [ 184 ] [ 185 ] |
| 2021 | Prêmio APCA de Televisão | Melhor Atriz                             | Letícia Sabatella                  | Indicada  | [ 184 ] [ 185 ] |
| 2021 | Prêmio APCA de Televisão | Melhor Atriz                             | Mariana Ximenes                    | Indicada  | [ 184 ] [ 185 ] |
| 2021 | Prêmio APCA de Televisão | Melhor Atriz                             | Paula Cohen                        | Venceu    | [ 184 ] [ 185 ] |
| 2021 | Prêmio APCA de Televisão | Melhor Ator                              | Alexandre Nero                     | Indicado  | [ 184 ] [ 185 ] |
| 2022 | Troféu Imprensa          | Melhor Atriz                             | Mariana Ximenes                    | Indicada  | [ 186 ]         |
| 2022 | Troféu Imprensa          | Melhor Ator                              | Selton Mello                       | Indicado  | [ 186 ]         |
| 2022 | Troféu Internet          | Melhor Novela                            | Thereza Falcão e Alessandro Marson | Indicados | [ 187 ]         |
| 2022 | Troféu Internet          | Melhor Ator                              | Alexandre Nero                     | Indicado  | [ 187 ]         |
| 2022 | Troféu Internet          | Melhor Ator                              | Selton Mello                       | Venceu    | [ 187 ]         |
| 2022 | Troféu Internet          | Melhor Atriz                             | Mariana Ximenes                    | Indicada  | [ 187 ]         |
| 2022 | Emmy Internacional       | Melhor Telenovela                        | Thereza Falcão e Alessandro Marson | Indicado  | [ 188 ]         |